# Olympische Sommerspiele 1956/Teilnehmer (Rumänien)
| Gelbes Symbol für Goldmedaillen mit stilisierten Olympischen Ringen | Graues Symbol für Silbermedaillen mit stilisierten Olympischen Ringen | Braundes Symbol für Bronzemedaillen mit stilisierten Olympischen Ringen |
| ------------------------------------------------------------------- | --------------------------------------------------------------------- | ----------------------------------------------------------------------- |
| 5                                                                   | 3                                                                     | 5                                                                       |

Rumänien nahm an den Olympischen Sommerspielen 1956 im australischen Melbourne mit einer Delegation von 44 Athleten teil. Sechs Reiter nahmen an den Olympischen Reiterspielen 1956 im schwedischen Stockholm teil.
Seit 1900 war es die sechste Teilnahme Rumäniens bei Olympischen Sommerspielen.

## Flaggenträger
Der Schütze Iosif Sîrbu trug die Flagge Rumäniens während der Eröffnungsfeier im Olympiastadion.

## Medaillen
Mit fünf gewonnenen Gold, drei Silber- und fünf Bronzemedaillen belegte das rumänische Team Platz 9 im Medaillenspiegel.
Erfolgreichster Sportler war der Kanute Leon Rotman, der zwei Goldmedaillen gewann.

### Gold
- Boxen
  - Nicolae Linca: Männer, Weltergewicht
- Kanu
  - Leon Rotman: Männer, C1 1000 m und C1 10.000 m
  - Alexe Dumitru und Simion Ismailciuc: Männer, C2 1000 m
- Schießen
  - Ștefan Petrescu: Männer, Schnellfeuerpistole

### Silber
- Boxen
  - Mircea Dobrescu: Männer, Fliegengewicht
  - Gheorghe Negrea: Männer, Halbschwergewicht
- Fechten
  - Olga Orbán: Frauen, Florett Einzel

### Bronze
- Boxen
  - Constantin Dumitrescu: Männer, Halbweltergewicht
- Olympische Sommerspiele 1956/Turnen
  - Elena Leuștean: Frauen, Bodenturnen
  - Elena Leuștean, Georgeta Hurmuzachi, Sonia Iovan, Emilia Vătășoiu, Elena Mărgărit, und Elena Săcălici: Frauen, Teammehrkampf
- Ringen
  - Francisc Horvat: Männer, griechisch-römisch, Bantamgewicht
- Schießen
  - Gheorghe Lichiardopol: Männer, Schnellfeuerpistole

## Teilnehmer nach Sportarten

### Boxen
- Nicolae Linca, Gold
- Mircea Dobrescu, Silber
- Gheorghe Negrea, Silber
- Constantin Dumitrescu, Bronze

### Fechten
- Olga Orbán, Silber
- Ecaterina Orb

### Kanu
- Leon Rotman, 2 × Gold
- Alexe Dumitru, Gold
- Simion Ismailciuc, Gold
- Mircea Anastasescu
- Stavru Teodorov

### Leichtathletik
- Iolanda Balaș
- Ion Barbu
- Lia Manoliu
- Dumitru Paraschivescu
- Ilie Savel

### Moderner Fünfkampf
- Victor Teodorescu
- Dumitru Țintea
- Cornel Vena

### Reiten
- Virgil Barbuceanu, Springreiten, Vielseitigkeit
- Nicolae Marcoci, Dressur
- Nicolae Mihalcea, Dressur
- Gheorge Langa, Vielseitigkeit
- Gheorge Soare, Vielseitigkeit
- Gheorge Teodorescu, Dressur

### Ringen
- Francisc Horvath, Bronze
- Dumitru Gheorghe
- Dumitru Pîrvulescu
- Ion Popescu

### Schießen
- Ștefan Petrescu, Gold
- Gheorghe Lichiardopol, Bronze
- Constantin Antonescu
- Iosif Sîrbu

### Schwimmen
- Maria Both
- Alexandru Popescu

### Turnen
- Elena Leuștean, 2× Bronze
- Georgeta Hurmuzachi, Bronze
- Sonia Iovan, Bronze
- Elena Mărgărit, Bronze
- Elena Săcălici, Bronze
- Emilia Vătășoiu, Bronze

### Wasserball
- Alexandru Bădiță
- Ivan Bordi
- Iosif Deutsch
- Zoltan Hospodar
- Alexandru Marinescu
- Gavril Nagy
- Francisc Șimon
- Alexandru Szabo
- Aurel Zahan